# Ново (Щёлковский район)
Ново — деревня в городском округе Щёлково Московской области России, входила в состав сельского поселения Гребневское.

## Население
| 1852 | 1859 | 1869 | 1886 | 1899 | 1926 | 2002 |
| ---- | ---- | ---- | ---- | ---- | ---- | ---- |
| 549  | ↗573 | ↘381 | ↗513 | ↘283 | ↗525 | ↘261 |
| 2006 | 2010 |      |      |      |      |      |
| ↘252 | ↗267 |      |      |      |      |      |

## География
Деревня Ново расположена на северо-востоке Московской области, в юго-западной части Щёлковского района, на Фряновском шоссе Р110, примерно в 21 км к северо-востоку от Московской кольцевой автодороги и 6,5 км к северо-востоку от одноимённой железнодорожной станции города Щёлково (по дорогам — около 8 км), по левому берегу реки Любосеевки бассейна Клязьмы. Примыкает к проспекту Мира города Фрязино.
В 5 км юго-восточнее деревни проходит Щёлковское шоссе А103, в 11 км к северо-востоку — Московское малое кольцо А107, в 13 км к западу — Ярославское шоссе М8. Ближайшие населённые пункты — город Фрязино, деревни Гребнево и Новофрязино.
Связана автобусным сообщением с городами Москвой, Щёлково, Фрязино и рабочим посёлком Фряново.

## История
В писцовых книгах 1623—1624 гг. Бохова стана Московского уезда упоминается «село Новое на речке Любосивке» с деревянной церковью Кирилла Белозерского Чудотворца — вотчина боярина князя Дмитрия Тимофеевича Трубецкого.
В 1646 году присёлок села Гребнево — Новое — вотчина жены князя — вдовы княгини Анны.
Однако в дозорных книгах Патриаршего Казённого Приказа 1680 года сказано, что Новое — деревня, а не село, и в ней никогда не было ни церкви, ни церковной земли, ни кладбища.
В середине XIX века Новая относилась ко 2-му стану Богородского уезда Московской губернии и принадлежала коллежскому регистратору Фёдору Фёдоровичу Пантелееву. В деревне был 61 двор, крестьян 267 душ мужского пола и 282 души женского.
В «Списке населённых мест» 1862 года — владельческая деревня 2-го стана Богородского уезда Московской губернии по правую сторону Хомутовского тракта (от Москвы по границе с Дмитровским уездом), в 27 верстах от уездного города и 6 верстах от становой квартиры, при пруде, с 109 дворами и 573 жителями (280 мужчин, 293 женщины).
По данным на 1869 год — деревня Гребневской волости 3-го стана Богородского уезда с 381 жителем (177 мужчин, 204 женщины), из которых 44 грамотных, 121 двором, 2 каменными и 76 деревянными домами. При деревне были хлебный магазин и питейный дом. Имелось 17 лошадей, 29 единиц рогатого и 25 единиц мелкого скота.
В 1913 году — 107 дворов, волостное правление, земское училище и шёлковая фабрика.
По материалам Всесоюзной переписи населения 1926 года — деревня Гребневского сельсовета Щёлковской волости Московского уезда в 7,5 км от станции Щёлково Северной железной дороги, проживало 525 жителей (231 мужчина, 294 женщины), насчитывалось 113 хозяйств (110 крестьянских).
С 1929 года — населённый пункт Московской области.
1994—2006 гг. — деревня Гребневского сельского округа Щёлковского района; с 2006 года — деревня сельского поселения Гребневское Щёлковского муниципального района.